# 중앙노동위원회
중앙노동위원회(中央勞動委員會, National Labor Relations Commission)는 대한민국 고용노동부의 소속기관이다. 1953년 3월 8일 발족하였으며, 세종특별자치시 한누리대로 422 정부세종청사 11동 3층·4층에 위치하고 있다. 위원장은 장관급 정무직공무원으로 보한다.

## 설치 근거 및 소관 사무

### 설치 근거
- 「노동위원회법」 제2조제1항[3] 및 제2항[4]

### 소관 사무
- 「노동조합 및 노동관계조정법」, 「근로기준법」, 「근로자참여 및 협력증진에 관한 법률」, 「교원의 노동조합 설립 및 운영 등에 관한 법률」, 「공무원의 노동조합 설립 및 운영 등에 관한 법률」, 「기간제 및 단시간근로자 보호 등에 관한 법률」 및 「파견근로자보호 등에 관한 법률」에 따른 판정·결정·의결·승인·인정 또는 차별적 처우 시정 등에 관한 업무
- 「노동조합 및 노동관계조정법」, 「교원의 노동조합 설립 및 운영 등에 관한 법률」 및 「공무원의 노동조합 설립 및 운영 등에 관한 법률」에 따른 노동쟁의 조정·중재 또는 관계 당사자의 자주적인 노동쟁의 해결 지원에 관한 업무
- 위 사항의 업무수행과 관련된 조사·연구·교육 및 홍보 등에 관한 업무
- 그 밖에 다른 법률에서 노동위원회의 소관으로 규정된 업무

## 연혁
- 1949년 6월 6일: 사회부 소속으로 중앙노동조정위원회 설치.
- 1953년 3월 8일: 중앙노동위원회로 개편.
- 1963년 4월 17일: 상임위원제 신설.
- 1963년 12월 7일: 노동청 소속으로 변경.
- 1981년 4월 8일: 노동부 소속으로 변경.
- 1984년 12월 31일: 상임위원 정원을 2인에서 2인 이내로 변경.
- 1997년 3월 13일: 심판·조정 업무를 분리.
- 1999년 4월 15일: 교원 노동관계 조정위원회 설치 근거 마련.
- 2005년 1월 27일: 공무원 노동관계 조정위원회 설치 근거 마련.
- 2006년 7월 1일: 제주지방노동위원회를 제주특별자치도로 이관.
- 2006년 12월 21일: 차별시정위원회 설치.
- 2007년 1월 26일: 사무처 설치.
- 2007년 5월 17일: 공인노무사의 권리구제 대리 신설.
- 2010년 7월 5일: 고용노동부 소속으로 변경.
- 2011년 7월 1일: 복수노조제도 시행.

## 기능

### 노동쟁의의 조정
조정(調停, Mediation)
- 노사간의 임금·근로시간 등 근로조건의 결정에 관한 교섭 결렬로 노동쟁의 상태인 노조 또는 사용자가신청하는 경우
- 노동쟁의 당사자의 주장을 청취하고 사실을 조사하여 조정안을 작성한 후 이를 당사자에게 수락하도록 권고

※ 조정절차를 거친 경우에만 쟁의행위 가능
중재(仲裁, Arbitration)
- 관계당사자 쌍방 또는 단체협약에 의한 어느 일방이 신청하거나, 필수공익사업의 경우 특별조정위원회의 권고에 의하여 노동위원회 위원장이 중재회부를 결정 할 수 있음.
- 중재재정은 당사자들의 수락여부에 관계없이 단체협약과 동일한 효력 발생

필수유지업무 결정
- 필수공익사업장의 노·사는 노동조합 및 노동관계조정법 시행령에서 정한 필수유지업무 범위에서 그 유지수준, 대상 직무, 필요인원 등 구체적 운용방법을 협정으로 체결해야 하며, 노·사가 자율적으로 정하지 못할 경우 노동위원회에 신청
- 노동위원회에서 사업(장)별 필수유지업무의 특성 및 내용 등을 고려하여 필수유지업무의 필요최소한의 유지·운영 수준, 대상직무 및 필요인원 등을 결정

긴급조정(Emergency Adjustment)
- 쟁의행위가 공익사업에 관한 것이거나 그 규모가 크거나 그 성질이 특별한 것으로 현저히 국민경제를 해하거나 국민의 일상생활을 위태롭게 할 위험이 현존하는 경우 고용노동부장관이 중앙노동위원회위원장의 의견을 들어 긴급조정을 결정
- 긴급조정결정 공표일로부터 30일간 쟁의행위 금지
- 이 기간 중 중앙노동위원회에서 조정 또는 중재

### 복수노조 교섭창구 단일화 사건 등의 결정
① 교섭요구 사실 공고에 대한 시정신청(노조법 제29조의2)
- 사용자가 노동조합으로부터 교섭요구를 받은 날부터 7일간 교섭요구 사실을 공고하지 않거나 사실과 다르게 공고한 경우 최초 교섭요구 노동조합이 신청
- 위반 사실여부에 대하여 결정하고 해당하는 경우 시정명령

② 교섭요구 노동조합 확정공고 이의신청 사실 공고에 대한 시정신청(노조법 제29조의2)
- 사용자가 교섭요구 노동조합의 이의신청에 대해 5일간 공고하지 않거나 수정공고를 하지 않은 경우 이의신청한 노동조합이 신청
- 위반 사실여부에 대하여 결정하고 해당하는 경우 시정명령

③ 과반수 노동조합에 대한 이의신청(노조법 제29조의2)
- 사용자가 과반수 노동조합의 통지내용을 5일간 공고한 경우 과반수 여부에 대한 이의를 제기하려는 교섭창구 단일화 절차에 참여한 노동조합이 신청
- 과반수 노동조합 여부에 대해 결정

④ 공동교섭대표단 구성 결정신청(노조법 제29조의2)
- 공동교섭대표단 구성에 참여할 수 있는 노동조합이 자율적으로 공동교섭대표단의 구성에 합의하지 못하는 경우 노조 일부 또는 전부가 신청
- 노동조합의 조합원수 및 비율에 따라 공동교섭대표단의 구성 결정

※ 공동교섭대표단 구성결정에 대한 이의신청은 공동교섭대표단 구성 결정신청 사건에 준하여 처리
⑤ 교섭단위 분리 결정신청(노조법 제29조의3)
- 노사 쌍방 또는 일방은 교섭단위를 분리하여 교섭하고자 할 경우 사용자의 교섭요구 사실 공고 이전 또는 교섭대표 노동조합 결정 이후 신청
- 하나의 사업장 내에 현격한 근로조건의 차이, 고용형태 교섭관행 등 교섭단위의 분리의 필요성이 있다고 인정하는 경우 노동위원회에서 분리 결정

### 부당해고및 부당노동행위 등의 심판
당사자 신청사건
①부당노동행위 여부판정(노조법 제82조 내지 제84조)
- 부당노동행위로 인하여 해고, 징계 기타 불이익을 당한 근로자 또는 노동조합이 신청
- 노동조합의 임시총회 또는 임시 대의원회 소집권자의 지명 의결(노조법 제18조 제3항)
- 당사자간 화해 권고

②부당해고여부 등에 관한 판정(근기법 제33조)
- 정당한 이유없이 해고, 휴직, 정직, 감봉, 기타 징벌을 당한 근로자가 신청
- 신청사건이 부당해고 등에 해당되는지 여부에 대하여 판정하고 해당하는 경우 구제명령
- 당사자간 화해 권고

③공정대표의무 위반 여부 판정 (노조법 제29조의4)
- 교섭창구 단일화 절차에 참여한 교섭요구 노동조합은 교섭대표 노동조합 또는 사용자로부터 합리적 이유 없는 차별을 받은 날부터 3개월 이내 신청
- 합리적 이유 없는 차별 여부에 대하여 판정하고 해당하는 경우 시정명령

④기 타
- 단체협약의 해석 또는 이행방법에 관한 견해의 제시(노조법 제34조)
- 노사협의회 의결사항의 결렬·해석·이행방법과 관련한 중재(근참법 제24조)
- 근로조건 위반으로 인한 손해배상 여부 결정(근기법 제26조)
- 기준미달의 휴업수당지급에 대한 승인(근기법 제45조)
- 휴업 또는 장해보상의 예외 인정(근기법 제84조)
- 재해보상의 심사 또는 중재(근기법 제92조)
- 부당노동행위 이행명령의 신청(노조법 제85조제5항)

의결요청사건
- 노동조합의 임시총회 또는 임시 대의원회 소집권자의 지명 의결(노조법 제18조 제3항)
- 노동조합 규약의 시정명령 의결 (노조법 제21조제1항)
- 노동조합의 결의·처분의 시정명령 의결 (노조법 제21조제2항)
- 노동조합 해산 의결 (노조법 제28조제1항4호)
- 단체협약의 시정명령 의결 (노조법 제31조제3항)
- 단체협약의 지역적 구속력 결정에 대한 의결 (노조법 제36조제1항)
- 안전보호시설의 정상적 유지·운영을 정지·폐지 또는 방해하는 쟁의행위의 중지명령 사전 의결 또는 중지명령의 사후 승인(노조법 제42조제3항및제4항)

### 비정규직 차별적 처우시정
- 임금 및 그 밖의 근로조건 등에 있어서 합리적인 이유 없이 불리하게 처우받은 비정규직 근로자(기간제·단시간·파견근로자)가 신청
- 사실관계를 파악하여 차별시정 신청이 이유가 있는 경우 시정명령

### 정책적 업무
노동위원회규칙 제정권(노위법 제25조)
- 중앙노동위원회는 전원회의의 의결을 거쳐 중앙노동위원회·지방노동위원회 또는 특별노동위원회의 운영 기타 필요한 사항에 관한 규칙을 제정할 수 있음

지시권(노위법 제24조)
- 중앙노동위원회는 전원회의의 의결을 거쳐 지방노동위원회 또는 특별노동위원회에 대하여 노동위원회의 사무처리에 관한 기본방침 및 법령의 해석에 관하여 필요한 지시를 할 수 있음

근로조건 개선조치의 권고(노위법 제22조제2항)
- 노동위원회는 전원회의의 의결에 의하여 관계행정기관으로 하여금 근로조건의 개선에 관하여 필요한 조치를 하도록 권고할 수 있음

## 조직

### 위원
- 근로자를 대표하는 근로자위원과 사용자를 대표하는 사용자위원 각각 50명, 공익을 대표하는 공익위원 70명으로 구성한다.[5][6]
- 근로자위원은 노동조합이 추천한 사람 중에서, 사용자위원은 사용자단체가 추천한 사람 중에서 고용노동부장관의 제청으로 대통령이 위촉하며 공익위원은 중앙노동위원회 위원장·노동조합 및 사용자단체가 추천한 사람 중에서 노동조합과 사용자단체가 순차적으로 배제하고 남은 사람을 고용노동부 장관이 제청하여 대통령이 위촉한다.[7]
- 임기는 3년으로 하되 연임할 수 있으며, 보궐위원의 임기는 전임자의 남은 기간으로 한다.[8][9]
- 공익위원 중 자격을 갖춘 사람 중에서 위원장 1명과 상임위원 2명을 둔다.[10] 이때, 상임위원은 고위공무원단 가등급에 속하는 임기제공무원으로 보하며, 1명은 사무처장을 겸직한다.[11]
- 전원회의는 위원 전원으로 구성되어 운영 등 일반적인 사항·근로조건의 개선에 관한 권고·지시 및 규칙의 제정 등을 담당한다.[12]

심판위원회
- 심판담당 공익위원 중 위원장이 지명하는 3명으로 구성한다.
- 「노동조합 및 노동관계조정법」, 「근로기준법」, 「근로자참여 및 협력증진에 관한 법률」, 그 밖의 법률에 따른 노동위원회의 판정·의결·승인 및 인정 등과 관련된 사항을 처리한다.

차별시정위원회
- 차별시정담당 공익위원 중 위원장이 지명하는 3명으로 구성한다.
- 「기간제 및 단시간근로자 보호 등에 관한 법률」 또는 「파견근로자보호 등에 관한 법률」에 따른 차별적 처우의 시정과 관련된 사항을 처리한다.

조정위원회
- 위원 중 각각 근로자·사용자·공익을 대표하는 1명을 위원장이 지명하여 구성한다.
- 조정에 관한 사항을 처리한다.

특별조정위원회
- 공익위원 중에서 노동조합과 사용자가 순차적으로 배제하고 남은 4명 내지 6명 중에서 위원장이 지명하여 구성한다.
- 공익사업의 노동쟁의의 조정에 관한 사항을 처리한다.

중재위원회
- 공익위원 중에서 관계 당사자의 합의로 선정한 3명으로 구성한다.
- 중재에 관한 사항을 처리한다.

교원 노동관계 조정위원회
- 조정담당 공익위원 중 위원장이 지명하는 3명으로 구성한다.
- 교원의 노동쟁의의 조정·중재에 관한 사항을 처리한다.

공무원 노동관계 조정위원회
- 조정·중재담당 공익위원 중 7명 이내의 위원으로 구성한다.
- 공무원의 노동쟁의의 조정·중재에 관한 사항을 처리한다.

### 사무처
- 기획총괄과[13]

조정심판국
- 조정과[13]
- 교섭대표결정과[13]
- 심판제1과[13]
- 심판제2과[13]
- 법무지원과[15]

## 지방노동위원회
| 명칭               | 위치                                         | 관할구역                           | 위원 수    | 위원 수    | 위원 수  |
| 명칭               | 위치                                         | 관할구역                           | 근로자위원 | 사용자위원 | 공익위원 |
| ------------------ | -------------------------------------------- | ---------------------------------- | ---------- | ---------- | -------- |
| 서울지방노동위원회 | 서울특별시 영등포구 문래로20길 56            | 서울특별시                         | 50         | 50         | 70       |
| 부산지방노동위원회 | 부산광역시 금정구 공단서로 12                | 부산광역시                         | 40         | 40         | 55       |
| 경기지방노동위원회 | 경기도 수원시 장안구 서부로 2139             | 경기도                             | 50         | 50         | 70       |
| 충남지방노동위원회 | 대전광역시 서구 청사로 189                   | 대전광역시·세종특별자치시·충청남도 | 40         | 40         | 55       |
| 전남지방노동위원회 | 광주광역시 북구 첨단과기로208번길 43         | 광주광역시·전라남도                | 40         | 40         | 55       |
| 경북지방노동위원회 | 대구광역시 수성구 동대구로 231               | 대구광역시·경상북도                | 40         | 40         | 55       |
| 경남지방노동위원회 | 경상남도 창원시 의창구 창원대로363번길 22-47 | 경상남도                           | 40         | 40         | 55       |
| 인천지방노동위원회 | 인천광역시 남구 경인로 434                   | 인천광역시                         | 40         | 40         | 55       |
| 울산지방노동위원회 | 울산광역시 남구 두암로 318                   | 울산광역시                         | 30         | 30         | 30       |
| 강원지방노동위원회 | 강원특별자치도 춘천시 후거로440번길 64       | 강원특별자치도                     | 30         | 30         | 30       |
| 충북지방노동위원회 | 충청북도 청주시 서원구 1순환로 1047          | 충청북도                           | 30         | 30         | 30       |
| 전북지방노동위원회 | 전라북도 전주시 덕진구 전산로 251            | 전라북도                           | 25         | 25         | 35       |

## 같이 보기
- 중앙노동위원회 위원장
- 제주특별자치도지방노동위원회
- 선원노동위원회